# Teresa A. K. Kaya
Teresa A. K. Kaya (* 1984) ist eine deutsche Diakoniewissenschaftlerin, Autorin und Schriftstellerin. Sie ist Studiengangsdekanin und Professorin für Soziale Arbeit an der Fresenius Hochschule in Heidelberg.

## Leben
Kaya studierte ab 2005 Medien- und Kommunikationswissenschaft, Amerikanistik und Gender an der Universität Mannheim und der Philipps-Universität Marburg. Das Studium schloss sie mit einem Bachelor of Arts ab. Ihren Europäischen Master of Arts in Diakonie absolvierte sie zwischen 2009 und 2012 als Joint Degree an der Ruprechts-Karls-Universität Heidelberg und an der Karls-Universität Prag, in Kooperation mit der EH Ludwigsburg, EH Darmstadt und EH Freiburg.
Für einen Forschungsaufenthalt an der UCLA erhielt sie 2010 das PROMOS Stipendium des DAAD und nahm 2012 auf Einladung der Lutheran Services in America an der CEO Academy in Phoenix, AZ teil. Bereits während des Master-Studiums war sie zwischen 2009 und 2010 am Nationaltheater Mannheim im Team Schule zunächst als Regie-Assistentin und dann als Produktionsleitung angestellt. 2017 wurde sie an der Ruprecht-Karls-Universität Heidelberg zum Thema „Evangelisch-lutherische soziale Hilfsdienste im US-amerikanischen Wohlfahrtssystem“ promoviert. Ihre Dissertation erschien 2018 unter dem Titel „Diakonie auf amerikanisch. Geschichte und Profil des lutherischen social ministry in den USA“. Währenddessen erhielt sie ein Förderstipendium der Hanns-Seidel-Stiftung und verbrachte einen weiteren Forschungsaufenthalt in den USA im Jahr 2013. Sie ist Absolventin der Heidelberger Graduiertenschule für Geistes- und Sozialwissenschaft.
Von 2016 bis 2018 war sie als Wissenschaftliche Mitarbeiterin am Diakoniewissenschaftlichen Institut der Universität Heidelberg beschäftigt. Hier war sie in einem Forschungsprojekt zu  Antonie Kraut im Auftrag der Evangelischen Heimstiftung Stuttgart (EHS) und einer Studie in Zusammenarbeit mit dem Sozialwissenschaftlichen Institut der Evangelisch-lutherischen Landeskirche in Hannover tätig. Vom Wintersemester 2022/23 bis zum Sommersemester 2023 lehrte Kaya an der CVJM-Hochschule in Kassel Soziale Arbeit mit dem Schwerpunkt diakonisches Handeln. Seit dem Wintersemester 2023/24 ist sie als Studiendekanin und Professorin für Soziale Arbeit an der Fresenius Hochschule in Heidelberg tätig.

## Stipendien
- 2013–2018: Stipendiatin der Hanns-Seidel-Stiftung
- 2011–2014: Heidelberger Graduiertenschule für Geistes- und Sozialwissenschaften
- 2011: ERASMUS Stipendium
- 2010: PROMOS Stipendium

## Mitgliedschaften
- ReDI - The International Society for the Research and Study of Diaconia
- SSSR Society for the Scientific Study of Religion
- LebensMutig e.V. - Gesellschaft für Biografiearbeit
- Montessori Zentrum Heidelberg e.V.

## Veröffentlichungen  (Auswahl)

### Monografien
- "Wir helfen leben" - Haus am Berg, Ein diakonisches Unternehmen zwischen 1952 und 2004, Grafische Werkstätte der BruderhausDiakonie, Reutlingen 2023, ISBN 978-3-938306-41-3.
- Praxishandbuch Von Frau zu Frau - Weibliche Perspektiven auf Lebenswege, Beltz Juventa Verlag, Weinheim 2022, ISBN 978-3-7799-6731-6.
- Praxishandbuch Biografiearbeit Online. Lebensgeschichten digital begegnen (gem. mit Sylvia Dellemann und Erika Ramsauer), Beltz Juventa Verlag, Weinheim 2022, ISBN 978-3-7799-6774-3.
- Praxishandbuch Lebendige Biografiearbeit mit Märchen (gem. mit Hans Kahlau) Beltz Juventa Verlag, Weinheim 2021, ISBN 978-3-7799-6445-2.
- Dr. Antonie Kraut. Eine Stuttgarter Pionierin und Gründerin der Evangelischen Heimstiftung (mit Thomas Mäule), Evangelischer Verlag, Stuttgart 2019, ISBN 978-3-945369-72-2.
- Diakonie auf amerikanisch. Geschichte und Profil des lutherischen social ministry in den USA, Reihe „Veröffentlichungen des Diakoniewissenschaftlichen Instituts an der Universität Heidelberg“ Eurich, Johannes / Herrmann, Volker (Hg.), Bd. 58, Evangelische Verlagsanstalt Leipzig 2018, ISBN 978-3-374-05420-6.
- Die Organisationsstruktur und -identität lutherischer Hilfsorganisationen in den USA – Eine exemplarische Untersuchung von Lutheran Services in America (LSA) und ausgewählten Mitgliedsorganisationen, über HEIDok OpenAccess, Heidelberg 2012.

### Journalbeiträge
- „Aus der Fülle des Lebens schöpfen. Denkanstöße aus der Biografiearbeit für das sozial-diakonische Lernen“, in: Eurich, J./Teuchert, L. (Hg.): Symposium diakonisch-soziales Lernen. Zum 80. Geburtstag von Heinz Schmidt, Diakoniewissenschaft in Forschung und Lehre 2022/2023 (DWI Jahrbuch 48), Heidelberg 2023: S. 255–268, doi:10.11588/dwijb.2023.48.101960.
- Nächstenliebe als Beruf: Diakonissen in der württembergischen Landeskirche im 19. Jahrhundert, in: Blätter für württembergische Kirchengeschichte (Band 121), Stuttgart 2021, ISSN 0341-9479.
- Institutionalisierte Diakonie in Deutschland und Württemberg, Württembergische Kirchengeschichte Online, Stuttgart 2019 (Online Ressource).
- Diakonie auf amerikanisch, in: Förderverein der Theologischen Fakultät (Hg.), Heidelberg 2018: S. 115–116.
- Leben und Wirken von Dr. Antonie Kraut (1905–2002), in: Förderverein der Theologischen Fakultät (Hg.), Heidelberg 2018: S. 116–118.
- Geschichte und Profil des lutherischen social ministry in den USA, in: Eurich, J./Schweizer, D. (Hg.), Diakoniewissenschaft in Forschung und Lehre, Bd. 45, 2017/2018: S. 159–161, doi:10.11588/dwijb.2016.45.
- Die Entwicklung des US-amerikanischen lutherischen social ministry. Von freien Initiativen zur nationalen Verbandsstruktur von Lutheran Services in America, in: Förderverein der Theologischen Fakultät (Hg.), Heidelberg 2017: S. 140–141.
- Organisationsidentität im Kontext wohlfahrtssystemischer Strukturen, in: Bainczyk-Crescentini, M. / Ess, K. / Pleyer, M. / Pleyer, M. (Hg.), Identitäten / Identities: Interdisziplinäre Perspektiven. Universitätsbibliothek Heidelberg, Heidelberg 2015, S. 145–167, doi:10.11588/heidok.00018089, ISBN 978-3-927705-22-7.

### Vorträge
- Beruf und Berufung der Diakonissinnen im 19. Jh., Vortrag auf der Jahrestagung des Vereins für württembergische Kirchengeschichte, Stuttgart 2019.
- Nachhaltigkeit in der Familie, Mehrgenerationenhaus des Habito e.V., Mitglied Diakonie Baden, Heidelberg 2019.
- Den roten Faden im Leben finden – Eine Einführung in die Biografiearbeit, Mehrgenerationenhaus des Habito e. V., Mitglied Diakonie Baden, Heidelberg 2018.
- Dr. Antonie Kraut. Gründerin der Evangelischen Heimstiftung Stuttgart, Vortrag auf der Jahresversammlung für ehemalige Führungskräfte der EHS, Stuttgart 2018.
- Die Funktion von Faith-based Organizations im deutschen und US-amerikanischen Wohlfahrtssystem – ein historischer Vergleich am Beispiel der evangelischen Hilfsorganisationen Lutheran Services in America und Diakonisches Werk der EKD e.V., Vortrag auf der Promovenden-Tagung der Hanns-Seidel-Stiftung, Institut für Begabtenförderung, Wildbad Kreuth 2014.
- Die Bedeutung und Positionierung von Faith-based Organizations im deutschen und US-amerikanischen Wohlfahrtssystem – ein historischer Vergleich unter Berücksichtigung politischer, religiöser und sozialer Strukturen am Beispiel der evangelischen Hilfsorganisationen LSA und DW EKD, Vortrag im Kolloquium der Graduiertenklasse Säkularitäten: Konfigurationen und Entwicklungspfade der strukturierten Promovierendenausbildung, Leipzig 2013.
- Lutheran Services in America – Vom Social Ministry zur Wohlfahrtsorganisation, Vortrag auf der 3. Sprachwissenschaftliche Tagung für Promotionsstudierende: Interdisziplinäre Perspektiven auf Sprache, Diskurs und Kultur, Heidelberg 2013.
- Die Entwicklung von LSA und ihre Bedeutung im US-amerikanischen Wohlfahrtssystem, Vortrag in der Heidelberger Graduiertenschule für Geistes- und Sozialwissenschaften, Heidelberg 2012.